# Dampiera discolor
Dampiera discolor är en tvåhjärtbladig växtart som först beskrevs av Vriese, och fick sitt nu gällande namn av Kurt Krause. Dampiera discolor ingår i släktet Dampiera, och familjen Goodeniaceae. Inga underarter finns listade i Catalogue of Life.